# Bridgeport
Bridgeport è una città degli Stati Uniti d'America, la più popolosa dello stato del Connecticut. Si trova nella parte sud-orientale della contea di Fairfield. Secondo il censimento del 2000 la città contava 139 529 abitanti. La città viene considerata parte dell'area metropolitana di New York.

## Storia
Nei primi anni dalla sua fondazione la città visse di pesca e attività agricole come molte altre città del New England. Dopo il collegamento della città con la rete ferroviaria nel 1840 la città conobbe un periodo di industrializzazione diventando un centro di produzione di macchinari agricoli e tessili. Negli anni trenta del XIX secolo, Bridgeport era un centro industriale prospero con più di 500 fabbriche e una popolazione immigrante crescente. P. T. Barnum, il fondatore dell'omonimo circo (che aveva la sua sede a Bridgeport), divenne sindaco della città. Bridgeport ha avuto un sindaco socialista per 24 anni: Jasper McLevy, dal 1933 al 1957.
Come altri centri urbani del Connecticut, Bridgeport ha avuto un periodo di crisi durante la deindustrializzazione degli Stati Uniti negli anni settanta e ottanta con una crescita della disoccupazione e un aumento della criminalità. La città conobbe, inoltre, un alto tasso di tossicodipendenza tra la popolazione e una percentuale sempre più alta di abitanti malati di AIDS. Molte delle zone che in precedenza avevano ospitato siti industriali rimasero fortemente inquinate e gran parte di esse vennero abbandonate completamente. Ci fu inoltre un drastico calo della popolazione. Nonostante tutto Bridgeport rimane la più grande città del Connecticut, anche se spesso è ignorata o trascurata dai residenti dello Stato.

## Economia
Dall'inizio del XXI secolo la città si sta riprendendo dopo la crisi e si trova in un periodo di transizione dove si sta adeguando a un ruolo di centro del terziario e come regione periferica dell'area metropolitana di New York.